# Fortinbras

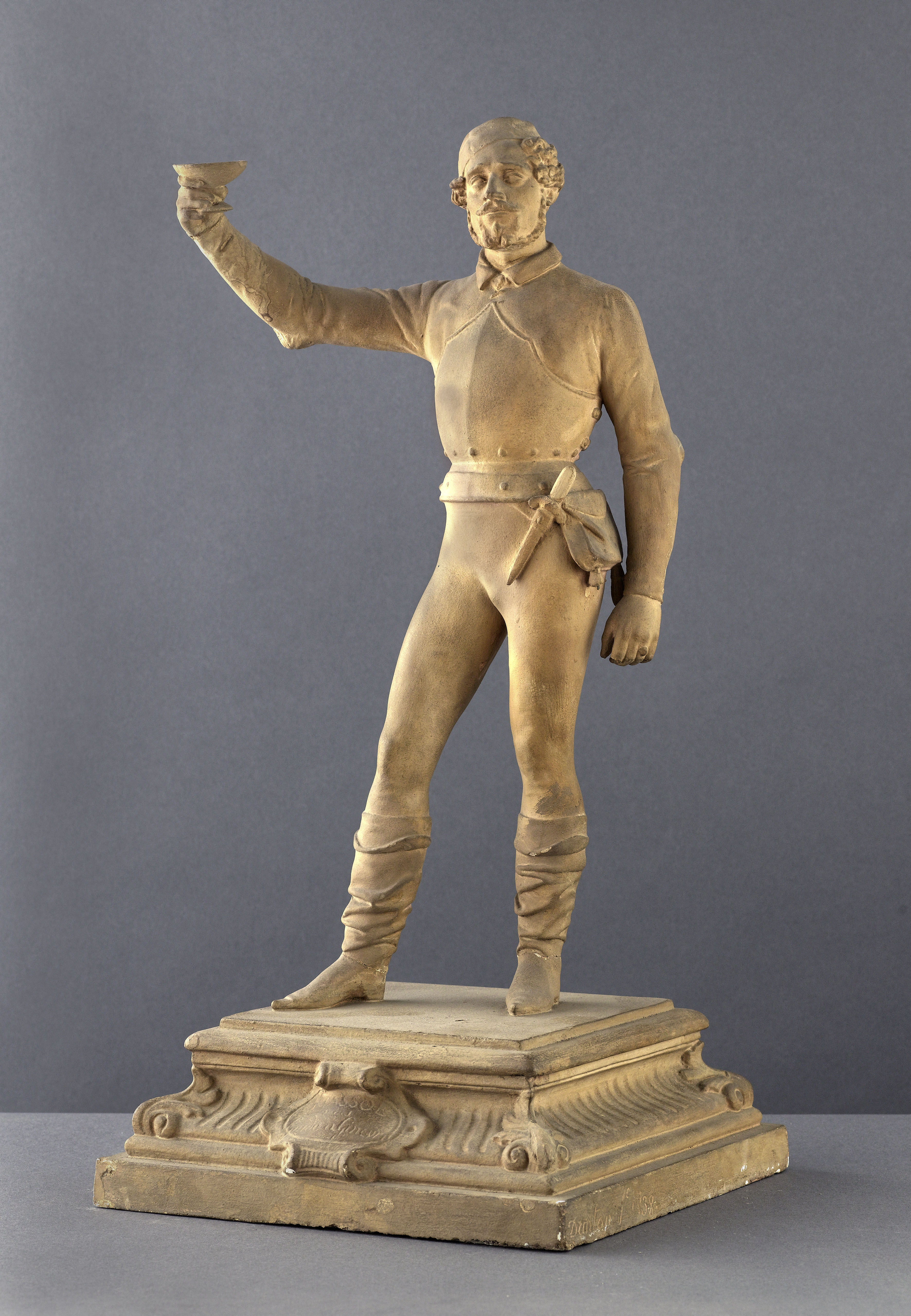

Fortinbras est un personnage de la pièce Hamlet de William Shakespeare.
Prince de Norvège, Fortinbras est le fils du roi du même nom, mort au combat contre le roi Hamlet (bataille décrite au début de la pièce par Horatio). Il est mentionné tout au long de la pièce, mais n'apparaît qu'après la mort de tous les protagonistes. Il recueille alors la couronne du Danemark et donne l'ordre de placer le corps de Hamlet sur une haute estrade.
Shakespeare a emprunté le nom de ce personnage au héros de la chanson de geste Fierabras qu'il a sans doute connu par sa version anglaise du XVe siècle .